# Ahyalosticta affinialis
Ahyalosticta affinialis är en fjärilsart som beskrevs av Hans Georg Amsel. Ahyalosticta affinialis ingår i släktet Ahyalosticta och familjen mott. Inga underarter finns listade i Catalogue of Life.